# Acmosara polyxena
Acmosara polyxena är en fjärilsart som beskrevs av Edward Meyrick 1886. Acmosara polyxena ingår i släktet Acmosara och familjen spinnmalar. Inga underarter finns listade i Catalogue of Life.